# Gendarme auxiliaire
Les gendarmes auxiliaires (GA) étaient, en France, des 
appelés du contingent qui effectuaient leur service national dans la gendarmerie nationale. Cette possibilité qui s'offrait aux jeunes Français avait été introduite par l'article 14 de la loi no 70-596 du 9 juillet 1970 et par le décret no 70-1347 du 23 décembre 1970. 

## Histoire
Les premières incorporations de gendarmes auxiliaires eurent lieu en 1971, adoptant un uniforme kaki volontairement différent de celui des gendarmes. Ils étaient principalement employés dans la gendarmerie départementale et parfois dans la gendarmerie maritime, dans les pelotons de gendarmerie de montagne, ainsi que dans la gendarmerie de l'air.

Blason du centre d'instruction des gendarmes auxiliaires.

Les principaux centres d'instruction furent Auxerre et son centre satellite dans l'île de Porquerolles (Var), Saint-Astier, Bergerac, Tulle (deux casernes : Marbot et la Bachellerie), ainsi que Fontainebleau et Melun (à l'école des officiers de la gendarmerie nationale).
Afin également de parfaire certaines spécialisations comme pour la gendarmerie maritime, l'enseignement des Gendarmes Auxiliaires Maritimes (GAM) fut dispensé dès  la fin des années 1980 au Centre d'Instruction de la Gendarmerie Maritime (CIGM) de Toulon. Ainsi la formation ne se faisait plus au centre d'instruction d'Auxerre. Les appelés continuaient d'être convoqués à Auxerre uniquement pour une journée de formalités d'incorporation puis gagnaient le CIGM. Le centre de Toulon accueillait également les gendarmes d'active pour des formations spécifiques et continues. Il a poursuivi ses missions de formations et de spécialisations sous l'appellation de Centre National d'Instruction de la Gendarmerie Maritime (CNIGM). La majeure partie des affectations des GAM se faisait dans les principaux arsenaux militaires où leurs missions étaient la surveillance et la sécurité des accès de l'enceinte militaire. Certains  pouvaient être affectés à des navires de la gendarmerie maritime ou à Paris, au centre de commandement ou au centre d'instruction de Toulon.
La tenue des GAM (tout comme celles des gendarmes maritimes d'active) s'inspirait de la tenue des officiers mariniers : le képi laissait la place à la casquette de marine, tout en conservant le galon et la soutache bleus, spécifique aux GA. La chemise (ou la chemisette, selon la période de l'année) était blanche et le pantalon, bleu marine. Autre distinction : les galons de grades portent l'ancre marine sur laquelle se trouve la grenade de gendarmerie. Le chevron était doré et non blanc/argent pour le brigadier-chef ou pour le maréchal des logis. De même, la tenue de cérémonie est spécifique, la veste étant celle de la marine avec aux pointes de col l'ancre surmontée de la grenade et le galonnage de bas de manche en diagonale en non en chevrons comme pour la gendarmerie départementale.
En 1983 fut créé le groupement de gendarmes auxiliaires de Melun (quartier Pajol) comprenant trois compagnies, ainsi que deux compagnies basées au Bourget. Ces compagnies n'avaient pas d'existence légitime, puisque les décrets d'application à la suite de la loi furent signés seulement en 1986 par le ministre de la défense de l'époque, André Giraud. Dépendantes de la légion de gendarmerie mobile d'Île-de-France, ces compagnies furent créées pour pallier la carence d'effectifs de gendarmes mobiles, à la suite de l'envoi d'unités en Nouvelle-Calédonie pour assurer le maintien de l'ordre après les événements d'Ouvéa. Le groupement de gendarmes auxiliaires de Melun avait les missions suivantes :
- le renfort ponctuel d'unités de gendarmerie départementale d'Île-de-France,
- des missions de sécurité dans les aéroports parisiens (d'Orly ou de Roissy : renfort de la gendarmerie des transports aériens), ou la sécurité des aéronefs,
- sécurité de l'hôtel des Invalides et de la Direction générale de la Gendarmerie Nationale.

Des périodes de remise à niveau des unités ponctuaient leur emploi du temps. À l'été 1984, des renforts étaient également envoyés dans des brigades côtières (en Corse, à Ajaccio, ils étaient logés à la Citadelle) avec des élèves gendarmes stagiaires. Ceux qui étaient en Corse devaient assurer : 
- la surveillance de l'aéroport d'Ajaccio ;

- la surveillance du relais de la Punta au-dessus d'Ajaccio ;

- le transport d'armes entre Ajaccio et Corte (Corse du Nord) ;

- la surveillance lors de l'enregistrement radio/télévision des candidats pour les élections européennes de 1984.

Les groupements de gendarmes auxiliaires de Melun et du Bourget furent dissous en 1987 sous le gouvernement de Jacques Chirac.
Le contingent 84/12 voit l'apparition d'un nouvel uniforme bleu, assez similaire à celui du personnel d'active.
Les gendarmes auxiliaires étaient également présents dans les Peloton de surveillance et d'intervention de la Gendarmerie (PSIG), unités spécialisées dans les patrouilles de nuit.
Certains anciens gendarmes auxiliaires eurent l'occasion de porter à nouveau l'uniforme (après une période d'une semaine de remise à niveau), avec la création du plan Armées 2000 mis en place en 1994 par le ministre de l'époque, François Léotard, prémices de la future « armée de réserve », afin de pallier la carence d'effectifs due à la fin du service national. Les gendarmes auxiliaires furent remplacés par les gendarmes adjoints volontaires, quand le service national fut suspendu sous l'impulsion de Jacques Chirac, alors Président de la République.
Entre 1974 et 2003, au moins dix-sept gendarmes auxiliaires ont trouvé la mort en service commandé. Souvent âgés de moins de 20 ans, au moins quatre d'entre eux ont été victimes de meurtres en service (dont trois par balles), trois sont morts fauchés par des véhicules en intervenant lors d'accidents, trois autres sont morts dans des accidents de la route aux circonstances inconnues, trois sont morts atteints par balles à la suite d'un accident de tir, deux sont morts en montagne (un, emporté par une avalanche et le second, frappé par la foudre) et les deux derniers dans des circonstances ignorées.

## Grades
- 2e classe (n'est pas un grade)
- 1re classe (distinction)
- brigadier
- brigadier-chef
- maréchal des logis (sous-officier).

Il fut créé dans les années 1990 le grade d'aspirant (officier).